# Bezirkshauptmannschaft

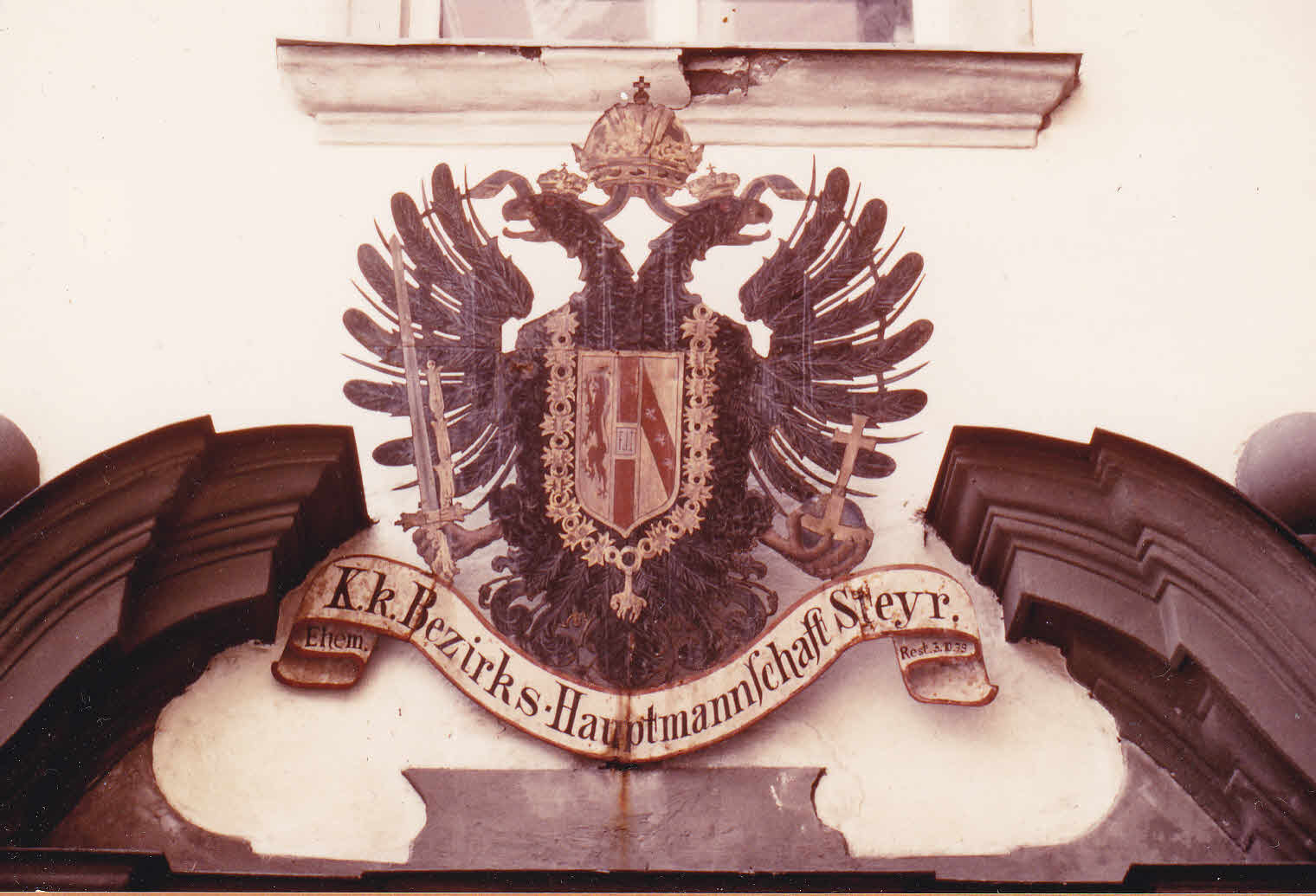
Schild an der Fassade der Bezirkshauptmannschaft Steyr, Oberösterreich, mit dem kaiserlich-königlichen Staatswappen (Aufnahme 1984)

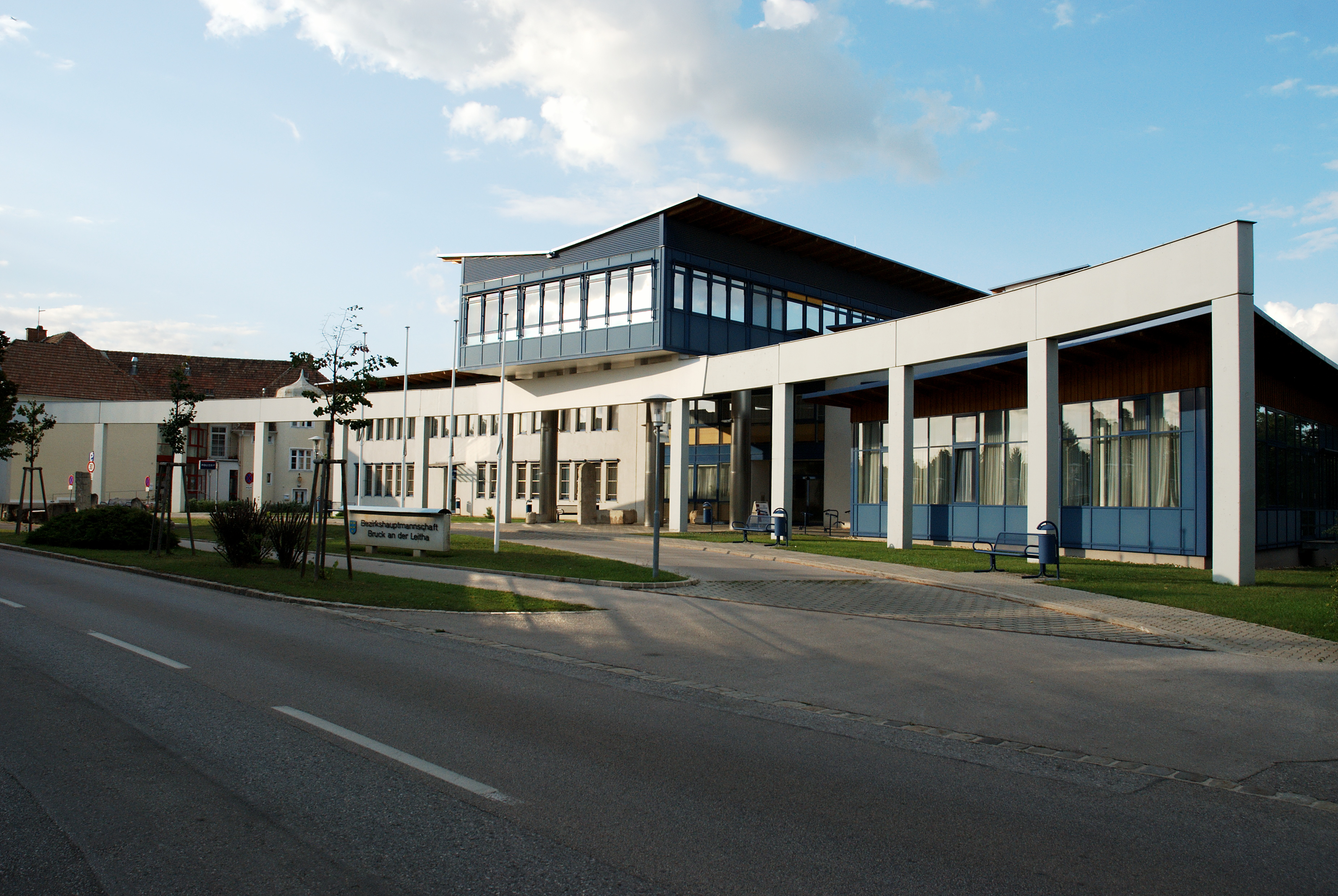
Die Bezirkshauptmannschaft von Bruck an der Leitha

Die Bezirkshauptmannschaft (abgekürzt häufig BH) ist in Österreich eine Landesbehörde, die außerhalb der Statutarstädte die Aufgaben der Bezirksverwaltungsbehörde wahrnimmt. Ihr örtlicher Zuständigkeitsbereich (Sprengel) wird politischer Bezirk, in Niederösterreich und Vorarlberg jedoch Verwaltungsbezirk genannt. Wien ist nicht nur ein Bundesland, sondern gleichzeitig auch eine Statutarstadt, daher ist hier keine Bezirkshauptmannschaft eingerichtet – die entsprechenden Aufgaben werden vom Magistrat der Stadt Wien wahrgenommen.
Die Bezirkshauptmannschaft wird vom Bezirkshauptmann, einem Landesbediensteten, geleitet. Aufgrund der Organisation der Bezirkshauptmannschaft als monokratische Behörde kommen dem Bezirkshauptmann selbst alle Aufgaben der Bezirkshauptmannschaft zu, die er dann an die anderen Bediensteten delegieren kann. Behörde ist aber die Bezirkshauptmannschaft selbst. Für weibliche Funktionsträger darf der Begriff Bezirkshauptfrau verwendet werden.

## Stellung der Bezirkshauptmannschaften
In Bundesangelegenheiten (mittelbare Bundesverwaltung) haben die Bezirkshauptmannschaften Weisungen des Landeshauptmanns bzw. des von ihm beauftragten Landesrats, in Landesangelegenheiten Weisungen der Landesregierung als Kollegialorgan zu beachten. In Bundesangelegenheiten untersteht der Landeshauptmann bzw. der Landesrat diesbezüglich dem Weisungsrecht des zuständigen Bundesministers.
Das jeweilige Land hat festzulegen, welche Gemeinden zu einem bestimmten politischen Bezirk zählen. Jede Gemeinde, die nicht durch Landesgesetz zur Stadt mit eigenem Statut erklärt wurde, gehört einem politischen Bezirk an.
Die Bezirkshauptmannschaft wird als Landesbehörde von einem bzw. einer von der Landesregierung bestellten, beamteten Bezirkshauptmann oder Bezirkshauptfrau geleitet. Auch die anderen Bediensteten sind Landesbeamte bzw. -angestellte.
Mit Stand 2017 bestehen in Österreich 79 Bezirkshauptmannschaften. Diese sind für in etwa 98 Prozent des österreichischen Staatsgebietes mit rund zwei Dritteln der Einwohner als Bezirksverwaltungsbehörden zuständig.

## Aufgaben
Die Bezirkshauptmannschaft ist im Verwaltungsbezirk für alle Verwaltungsaufgaben zuständig, soweit nicht das jeweilige Gesetz die Zuständigkeit einer anderen Behörde übertragen hat. Man spricht im Zusammenhang mit dem Aufgabenbereich daher auch von einer „subsidiären Allzuständigkeit“ der Bezirkshauptmannschaft. Obwohl die Bezirkshauptmannschaft organisatorisch eine Landesbehörde ist, erfüllt sie sowohl Aufgaben der Landesverwaltung als auch der mittelbaren Bundesverwaltung.
Beispiele für angesiedelte Fachgebiete
- Amtsarzt
- Amtstierarzt
- Gewerbe-, Wasser-, (Straßen-)Verkehrsrecht
- Sozialamt
- Sicherheitspolizei
- Fremdenpolizei
- Forst- und Jagd- und Fischereiverwaltung
- Gemeindeaufsicht
- Verwaltungsstrafsachen

Ausstellung und Verlängerung folgender Dokumente:
- Aufenthaltstitel von Drittstaatsangehörigen
- Identitätsausweis
- Führerschein
- Personalausweis
- Reisepass
- waffenrechtliche Urkunden
  - Waffenbesitzkarte
  - Waffenpass

Außerhalb des örtlichen Wirkungsbereiches der Landespolizeidirektionen als Sicherheitsbehörden I. Instanz (ein solcher besteht derzeit für die Stadtgemeinde Leoben im Bezirk Leoben und für die Stadtgemeinde Schwechat samt Flughafen im Bezirk Bruck an der Leitha) obliegt die Sicherheitsverwaltung den Bezirkshauptmannschaften. Die Bezirkspolizeikommanden und deren Polizeiinspektionen des Wachkörpers Bundespolizei sind diesen bei der Besorgung der Sicherheitsverwaltung unterstellt. Für die Bezirksverwaltungsbehörde versehen die ihnen unterstellten oder beigegebenen Organe des öffentlichen Sicherheitsdienstes den Exekutivdienst.
Bis zum 1. März 1998 waren die Bezirkshauptmannschaften auch für die Ausgabe der Kfz-Kennzeichen zuständig, weshalb jede ihre eigene Serie mit dem entsprechenden Kürzel hat. Jetzt werden die Kennzeichen von Zulassungsstellen der Versicherung ausgegeben. Die Zuteilung der Nummerntafeln erfolgt direkt bei den ermächtigten Kennzeichentafelherstellern, nicht bei der Behörde.
Nicht zuständig ist die Bezirkshauptmannschaft für das Justizwesen. Daher entsprechen die Gerichtsbezirke nicht immer den politischen Bezirken.

## Politische Exposituren, Außenstellen und Verwaltungsgemeinschaften
In manchen Bezirken gab es so genannte Politische Exposituren als Dependance (Außenstelle) einer Bezirkshauptmannschaft, der für ihren Sprengel alle Zuständigkeiten der Bezirkshauptmannschaft übertragen sind. Seit 2012 gibt es nur mehr eine im steirischen Bezirk Liezen: die Politische Expositur Gröbming. Eine Politische Expositur betreut einen Teil des Bezirks und wird von einem Expositurleiter geleitet. Sie ist keine eigenständige Behörde.
In manchen Bezirken gibt es auch Außenstellen, die als Filialen anzusehen sind. Dort werden häufig nur die wichtigsten Aufgaben wie Ausstellung von Reisepässen und Führerscheinen wahrgenommen.
Weiters gibt es seit dem Jahr 2016 erstmals eine Verwaltungsgemeinschaft zwischen den Bezirkshauptmannschaften für die Bezirke Eferding und Grieskirchen in Oberösterreich, die von einem gemeinsamen Bezirkshauptmann geleitet wird. Hierbei handelt es sich weiterhin um zwei getrennte Behörden, die nur durch Personalunion verbunden sind.

## Geschichte

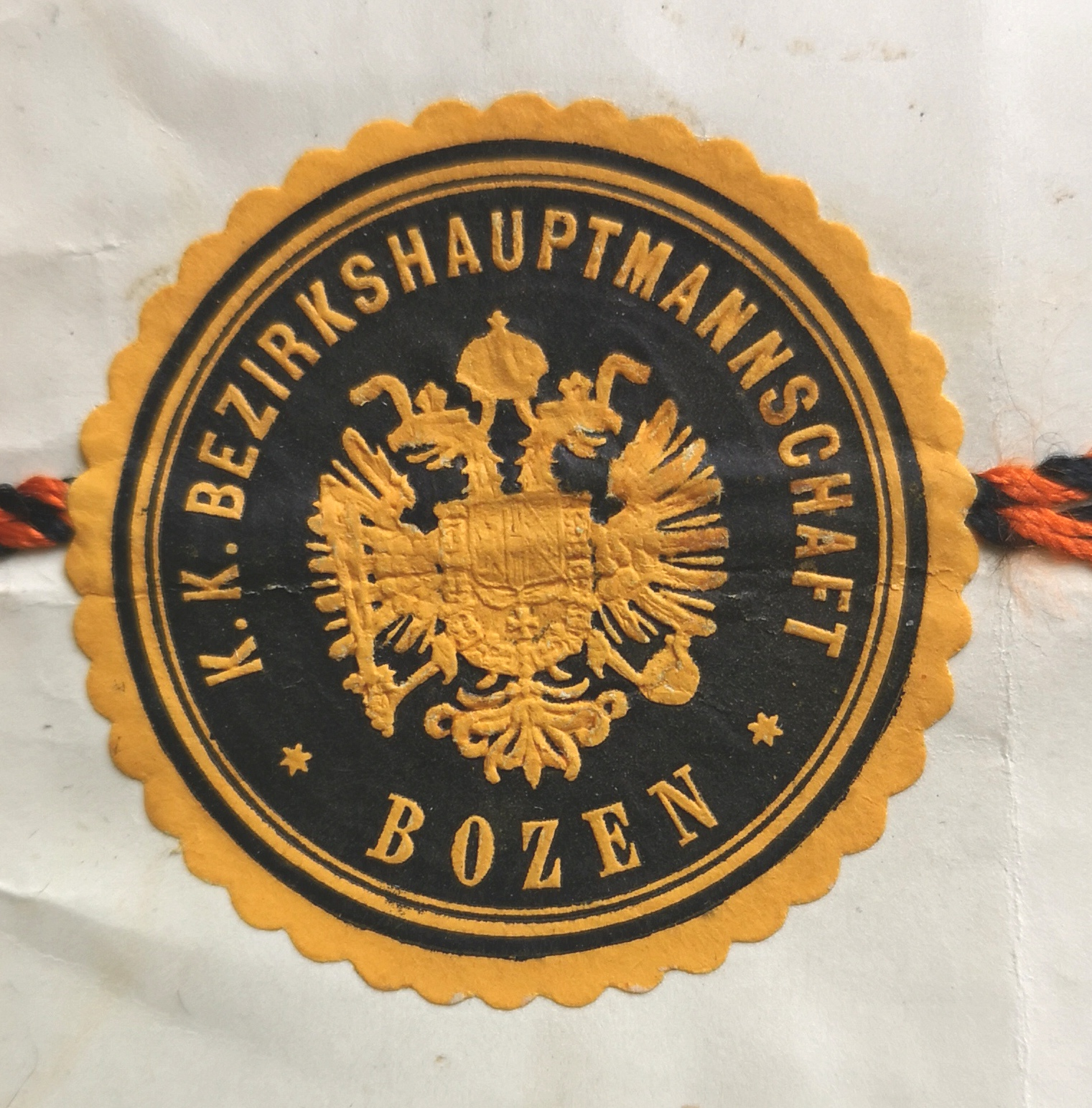
Stempelmarke der Bezirkshauptmannschaft Bozen, vor 1918

Bezirkshauptmannschaften wurden im Kaisertum Österreich ab 1849 in allen Kronländern eingerichtet, um die autonom eingerichteten Ortsgemeinden eines Gebietes zur nächstgrößeren Verwaltungseinheit zusammenfassen zu können. (Nächsthöhere Instanz über den Bezirkshauptmannschaften war in gesamtstaatlichen Angelegenheiten der k.k. Statthalter, in Landesangelegenheiten der Landesausschuss.) 1854 sprach man juristisch von gemischten Bezirksämtern, in denen Verwaltung und Justiz noch nicht getrennt waren.
In ihrer heutigen Form gehen sie auf die cisleithanische Verfassung Altösterreichs von 1867 zurück, auf Grund derer sie 1868 gesetzlich geregelt wurden.
Das Gesetz bestimmte in seinen §§ 10 und 11, dass jedes Land in politische Amtsbezirke gegliedert wird, denen vom Innenminister ernannte Bezirkshauptmänner vorstehen.
Nach dem Zerfall der Habsburgermonarchie 1918 blieben Bezirkshauptmannschaften in der Republik Österreich und der Tschechoslowakei erhalten. Karl Renner überlegte 1918/19, demokratisch gewählte Bezirkschefs und -parlamente in die republikanische Verfassung Österreichs aufzunehmen, setzte sich damit aber nicht durch. (Nur im Land Wien bestehen seit 1920 gewählte Bezirksvorsteher und Bezirksvertretungen, die kommunalpolitische, aber keine behördlichen Kompetenzen haben.)
Im Übergangsgesetz 1920, einem Verfassungsgesetz, das mit Kundmachung des Bundeskanzlers vom 26. September 1925 wiederverlautbart wurde, wurden die Bezirkshauptmannschaften weiterhin für bestehend erklärt, da die betreffenden gesetzlichen Regelungen nicht in Widerspruch zur 1920 beschlossenen Bundesverfassung standen. Seit 1925 sind sie verfassungsrechtlich als Landesbehörden definiert, die aber auch Aufgaben der mittelbaren Bundesverwaltung wahrzunehmen haben. Die Auflassung einer Bezirkshauptmannschaft durch das Land bedarf in Hinblick auf deren Aufgaben in Bundesangelegenheiten gemäß Art. 15 Abs. 10 Bundes-Verfassungsgesetz der Zustimmung des Bundes.
Nach dem Anschluss Österreichs wurden 1939 mit dem Ostmarkgesetz die reichsdeutschen Verwaltungsstrukturen eingeführt. Der Bezirkshauptmann hieß bereits ab 1. Januar 1939 Landrat, die Bezirkshauptmannschaft Landkreis. 1945 endeten diese Regelungen und die Bezirkshauptmannschaften entstanden neu.
Im Gegensatz zu Deutschland gab es in Österreich bis 2011 keine Gebietsreformen (Kreisreform) mit Zusammenlegungen von Bezirken. 2011 begann das Land Steiermark, das mit großen Budgetproblemen zu kämpfen hat, aus Kostengründen mit der Zusammenlegung benachbarter Bezirke bzw. Bezirkshauptmannschaften.

### Aufgelassene Bezirkshauptmannschaften
Aufgelassen und nicht wieder errichtet wurden bisher folgende Bezirkshauptmannschaften:
- 1891
  - Hernals (1868; 1891 wegen Eingemeindung des Großteils nach Wien aufgelöst)
  - Sechshaus (1868; 1891 wegen Eingemeindung nach Wien aufgelöst)
  - Hietzing (1890; ab 1892 Hietzing-Umgebung; 1938 aufgelöst)
  - Währing (1890; 1892 wegen Eingemeindung nach Wien aufgelöst)
- 1905 Floridsdorf (bis 1896 BH Groß-Enzersdorf; ab 1897 Floridsdorf wegen Eingemeindung nach Wien; 1905 Weiterbestand als Floridsdorf-Umgebung)
- 1938
  - Gröbming (später politische Expositur)
  - Pöggstall (1899; 1938 zwischen Melk (ehemalige Gerichtsbezirke Persenbeug und Pöggstall) sowie Zwettl (ehemaliger Gerichtsbezirk Ottenschlag) aufgeteilt)
  - Hietzing-Umgebung sowie Floridsdorf-Umgebung (beide wegen Eingemeindung in NS-Groß-Wien)
- 2012 Judenburg und Knittelfeld (Zusammenführung zum neuen Bezirk Murtal mit Sitz in Judenburg)
- 2013
  - Mürzzuschlag und Bruck an der Mur (Zusammenführung zum neuen Bezirk Bruck-Mürzzuschlag mit Sitz in Bruck an der Mur)
  - Fürstenfeld und Hartberg (Zusammenführung zum neuen Bezirk Hartberg-Fürstenfeld mit Sitz in Hartberg)
  - Radkersburg und Feldbach (Zusammenführung zum neuen Bezirk Südoststeiermark mit zwei Haupthäusern in Feldbach und Bad Radkersburg[6])
- 2016 Wien-Umgebung (mit Ende 2016 aufgelöst; die Gemeinden wurden auf die angrenzenden Bezirke aufgeteilt)

### Neu eingerichtete Bezirkshauptmannschaften
Seit 1868 neu eingerichtete Bezirkshauptmannschaften (im heutigen Österreich, heute nicht mehr bestehende sind kursiv gesetzt):
- 1873 Gröbming für den Bezirk Gröbming
- 1890 Währing für den Bezirk Währing
- 1890 Hietzing für den Bezirk Hietzing
- 1891 Voitsberg für den Bezirk Voitsberg
- 1892 Tulln für den Bezirk Tulln
- 1892 Hietzing-Umgebung für den Bezirk Hietzing-Umgebung
- 1896 Melk für den Bezirk Melk
- 1896 Hallein für den Bezirk Hallein
- 1897 Mödling für den Bezirk Mödling (1938 aufgelöst; 1954 Tätigkeit wieder aufgenommen)
- 1899 Gmünd für den Bezirk Gmünd (1922 Verkleinerung durch Staatsvertrag von St. Germain)
- 1899 Pöggstall für den Bezirk Pöggstall
- 1901 Gänserndorf für den Bezirk Gänserndorf
- 1903 Mürzzuschlag für den Bezirk Mürzzuschlag
- 1903 Urfahr für den Bezirk Urfahr (1919 nach der Eingemeindung von Urfahr nach Linz in Urfahr-Umgebung umbenannt)
- 1906 Floridsdorf-Umgebung für den Bezirk Floridsdorf-Umgebung
- 1907 Eferding für den Bezirk Eferding
- 1911 Grieskirchen für den Bezirk Grieskirchen
- 1921 entstanden aus bis dahin ungarischen munizipalen Oberstuhlrichterämtern (Stuhlbezirken) sechs burgenländische Bezirkshauptmannschaften und zwei Statutarstädte. In Jennersdorf wurde aus dem westlichen Teil des Stuhlbezirks St. Gotthard der Bezirk Jennersdorf gebildet.
- 1938 Fürstenfeld für den Bezirk Fürstenfeld
- 1946 Knittelfeld für den Bezirk Knittelfeld
- 1953 Lilienfeld für den Bezirk Lilienfeld (1868; 1890 aufgelöst; 1897 Tätigkeit wieder aufgenommen; 1933 Bestand als Expositur von St. Pölten; 1938 Tätigkeit wieder aufgenommen als Landratsamt; 1945 Bestand als Expositur von St. Pölten)
- 1954 Bezirk Wien-Umgebung (nach der Ausgliederung des Gebiets aus Groß-Wien, letzter Sitz Klosterneuburg)
- 1969 Dornbirn für den Bezirk Dornbirn
- 1982 Feldkirchen in Kärnten für den Bezirk Feldkirchen
- 2012 Murtal für den Bezirk Murtal mit Sitz in Judenburg
- 2013 Bruck-Mürzzuschlag für den Bezirk Bruck-Mürzzuschlag mit Sitz in Bruck an der Mur
- 2013 Hartberg-Fürstenfeld für den Bezirk Hartberg-Fürstenfeld mit Sitz in Hartberg
- 2013 Südoststeiermark für den Bezirk Südoststeiermark mit Sitz in Feldbach